# Шак, Ганс фон
Ганс фон Шак (нем. Hans von Schack; 29 октября 1609, Уневатт — 27 февраля 1676, Копенгаген) — датский и французский полководец немецкого происхождения, шлезвигский граф и датский фельдмаршал.

## Биография
Отец — Кристофер фон Шак, из северо-германского дворянства, мать — Анна фон Деден, аристократка из Шлезвига.
В возрасте 13-ти лет Ганс становится пажем фленсбургского губернатора, затем служит в войске датского короля Кристиана IV. С 1630 года — на шведской службе; с 1635 года, во время Тридцатилетней войны, переходит на французскую службу.
В рядах французской армии участвовал в ряде походов. В 1648 году получает задание на формирование пехотного полка в Гольштейне; там он вступает в брак с Анной Бломе. По возвращении во Францию Гансу фон Шак присваивается звание генерал-майора.
В 1651 году он уходит с французской военной службы и живёт в своих поместьях в Саксонии и Лауэнбурге. В 1656 году Ганс фон Шак приглашается в Гамбург, где назначается комендантом городских крепостных сооружений.
В январе 1658 года фон Шак переходит на датскую службу. При этом ему присваиваются звания генерал-лейтенанта и полковника лейб-гвардии королевы, передаются поместья Риберхус и Моделтондерхус.
В начальном периоде Северной Войны (1655—1660) между Швецией и Данией фон Шак участия принять не успел, в июне же 1658 года он был послан в Кронборг для инспекции тамошней крепости. Через два месяца, после возобновления военных действий и высадки шведской армии у Корсёра, фон Шак становится комендантом осаждённого Копенгагена и организует его оборону. После того, как под его руководством был отбит штурм города шведами 11 февраля 1659 года, Ганс фон Шак был возведён в фельдмаршалы. После снятия осады с Копенгагена он руководит находившимися в столице войсками, отправленными на остров Фюн для освобождения его от шведских войск. 1 октября соединённый голландско-датский флот с отрядами фон Шака отплявает в Киль, который достигает через 12 дней. Через неделю фон Шак встречается с фельдмаршалом Эрнстом фон Эберштейном, с войсками которого он должен был взаимодействовать на Фюне. 31 октября отряд фон Шака высаживается на острове. 9 ноября он вступает в Оденсе, через два дня встречается с войсками фон Эберштейна. Однако налаженного взаимодействия между ними не получилось, так как оба датских военачальника испытывали неприязнь и недоверие друг к другу. Тем не менее, 14 ноября 1659 года, в сражении при Нюборге, шведские войска были разбиты. Несмотря на то, что фон Шак предлагал иные стратегические планы военных действий на Фюне, победа под Нюборгом являлась одним из крупнейших его военных успехов. В январе 1660 года он был послан в Шлезвиг-Гольштейн с задачей овладеть оттуда Бременом, однако этот план в последний момент был отложен. В апреле того же года, при морской переправе с острова Фемарн на Зеландию его корабль был захвачен шведским крейсером и фельдмаршал попадает в плен, однако при заключении Копенгагенского мирного договора он был освобождён.
После возвращения в Данию фон Шак фактически становится командующим датской армией и членом Военного совета. Вскоре после этого он получает от города Копенгагена в дар 4 тысячи талеров в знак признания его заслуг во время осады города шведами. Во время проводимой датским королём Фредериком III государственной реформы, резко ограничивавшей привилегии дворянства, Ганс фон Шак сохранял верность королю и обеспечил нейтралитет армии. В 1670 году он становится членом Тайной канцелярии, в мае 1671 года ему присваивается титул графа.
В октябре 1663 года Ганс фон Шак становится рыцарем датского ордена Слона. В октябре 1671 года — рыцарем ордена Данеброг.